# Emmy Internacional 2010
A 38.ª cerimônia de entrega dos International Emmys (ou Emmy Internacional 2010), aconteceu em 22 de novembro de 2010, no Hilton Hotel, em Nova York, Estados Unidos, e teve como apresentador o ator Jason Priestley.

## Cerimônia
Os nomeados para a 38ª edição dos prêmios Emmy Internacional foram anunciados pela Academia Internacional das Artes e Ciências Televisivas em 4 de outubro de 2010, numa conferência de imprensa na Mipcom em Cannes.
39 programas de 15 países disputaram o prêmio em 10 categorias: Argentina, Brasil, Dinamarca, Alemanha, Israel, Japão, México, Portugal, Romênia, África do Sul, Coreia do Sul, Tailândia, Filipinas, Holanda, além do Reino Unido. Os indicados foram selecionados ao longo de seis meses, por uma banca composta de 700 juízes representando 50 países.
O Brasil concorria com Por Toda Minha Vida: Cazuza, como melhor programa artístico; Kuarup, por melhor documentário; Som e Fúria, como melhor minissérie; Do-Ré-Mi-Fábrica, como melhor programa infanto-juvenil e Lília Cabral como melhor atriz, por Viver a Vida, todas produções da Rede Globo.
Durante a cerimônia de entrega, foram homenageados os produtores Lorne Michaels, de Saturday Night Live, e Simon Cowell, American Idol e Got Talent, por suas contribuições à TV. Entre os apresentadores estavam Elisabeth Moss, Alec Baldwin, Melissa Joan Hart, Ruth Wilson, o comediante Jimmy Fallon e Eli Wallach.

### Apresentadores
O seguinte indivíduo foi escolhido para ser anfitrião da cerimônia:
- Jason Priestley

Os seguintes indivíduos foram escolhidos para entregar os prêmios:
| Apresentadores                 | Categoria                                     |
| ------------------------------ | --------------------------------------------- |
| Christine Ebersole             | Melhor Programa Artístico                     |
| Eli Wallach                    | Melhor Ator                                   |
| Tony Goldwyn e Ruth Wilson     | Melhor Atriz                                  |
| Seth Meyers                    | Melhor Comédia                                |
| Victor Garber                  | Melhor Documentário                           |
| Elisabeth Moss                 | Melhor Série Dramática                        |
| Peter Facinelli                | Melhor Programa de Entretenimento sem Roteiro |
| Melissa Joan Hart e Will Estes | Melhor Série Infantojuvenil                   |
| Matthew Modine                 | Melhor Telefilme/Minissérie                   |
| Alinne Moraes e Bruno Mazzeo   | Melhor Telenovela                             |
| Jimmy Fallon e Alec Baldwin    | Emmy Directorate Award                        |
| Rupert Murdoch                 | Emmy Founders Award                           |

## Vencedores
| Melhor Ator | Melhor Atriz |
| --- | --- |
| - Bob Hoskins em The Street - Reino Unido (BBC) - Sebastian Koch em Lobo do Mar - Alemanha (ZDF) - Leonardo Sbaraglia em Epitafios - Argentina (HBO/Polka) - Sid Lucero em Dahil May Isang Ikaw - Filipinas (ABS-CBN)     | - Helena Bonham Carter em Enid - Reino Unido (BBC) - Lília Cabral em Viver a Vida - Brasil (Rede Globo) - Lerato Moloisane em Home Affairs - África do Sul (Penguin Films) - Iris Berben em Krupp - Eine deutsche Familie - Alemanha (MOOVIE/ZDF)                |
| Melhor Telenovela | Melhor Série Dramática |
| - Meu Amor - Portugal (TVI) - Ciega a citas - Argentina (Dori Media Group) - Dahil May Isang Ikaw - Filipinas (ABS-CBN)                                                                                                   | - The Street - Reino Unido (BBC) - Epitafios - Argentina (HBO/Polka) - Forbrydelsen - Dinamarca (DR/ZDF/NRK/STV) - Saka no Ue no Kumo - Japão (NHK) |
| Melhor Filme para TV ou Minissérie | Melhor Programa Artístico |
| - Small Island - Reino Unido (BBC) - Hopeville - África do Sul (Curious Pictures/Heartlines/SABC) - Som & Fúria - Brasil (Rede Globo/O2 Filmes) - The Author of Himself - Alemanha (Trebitsch Entertainment/WDR)          | - The World According to Ion B. - Reino Unido (HBO/Alexander Nanau Production) - Por Toda Minha Vida: Cazuza - Brasil (Rede Globo) - Imagine - Reino Unido (BBC/Coluga Pictures) - Personas Inside Out - Japão (TV Asahi)                                        |
| Melhor Série de Comédia | Melhor Documentário |
| - Ramzor - Israel (Keshet Broadcasting) - Los Simuladores - México (Sony Television) - Peep Show - Reino Unido (Channel 4) - Talok Hok Chak - Tailândia (Workpoint TV/Channel 5)                                          | - Mom and the Red Bean Cake - Coreia do Sul (MBC) - 9/11: Phone Calls from the Towers - Reino Unido (Darlow Smithson Productions) - Kuarup: a alma perdida retornará - Brasil (Rede Globo) - You die as you lived: Roterdam Hospice - Holanda (KRO Broadcasting) |
| Melhor Programa de Entretenimento sem Roteiro | |
| - Caiga Quien Caiga - Argentina (Cuatro Cabezas) - Heston's Feasts - Reino Unido (Channel 4) - Remembering School - Holanda (KRO/Screentime Entertainment) - Run for Money - Japão (RM 5to Elemento/Zodiak Media/Teletón) | |